# Der Rhein (Lokomotive)
Der Rhein ist eine Dampflokomotive, die 1852 bei der Auslieferung in der Nähe von Germersheim in den namensgebenden Fluss fiel und seitdem verschollen ist.

## Bau und Daten
Die Lokomotive wurde 1851/52 von Emil Keßlers Aktiengesellschaft Maschinenfabrik Carlsruhe gebaut, Auftraggeber war die Düsseldorf-Elberfelder Eisenbahn-Gesellschaft. Die Lokomotive sollte dort die unter der Betriebsnummer 2 geführte und 1838 bei John Cockerill erbaute Lokomotive „RHEIN“ ersetzen, die bereits seit 1848 nicht mehr im regelmäßigen Betrieb stand.
Da zum Rhein kein Datenblatt existiert, wurde von einem Forscherteam hilfsweise auf die Angaben der Concordia zurückgegriffen, die 1847 ebenfalls bei Keßler als erste einer Reihe von Lokomotiven für denselben Auftraggeber gebaut wurde. Demnach wäre Der Rhein etwa 6 Meter lang und rund 20 Tonnen schwer, hätte die Achsfolge 1B und der Kessel einen Durchmesser von 99,4 Zentimetern bei einer Länge von etwas mehr als vier Metern gehabt.
Da es damals noch keinen geeigneten rostfreien Stahl gab, bestand die Lokomotive möglicherweise aus Schmiedeeisen.

## Geschichte

### Untergang
Nach Fertigstellung wurde die Maschine auf den Frachtsegler Stadt Coblentz verladen, um sie so rheinabwärts zu ihrem Bestimmungsort Deutz zu transportieren. Am 14. Februar 1852 geriet das Schiff bei Germersheim in ein Unwetter. Nachdem der Frachter den damals recht schmalen, dafür aber sehr tiefen Rheinsheimer Durchstich passiert hatte, stieß er in einem Abschnitt mit beachtlicher Strömung mit einem zum Schutz der Gemarkung von Mechtersheim errichteten Faschinendamm zusammen. Dabei stürzte die Lokomotive um und ging über Bord. Für den Untergangsort wurde die Tiefe des Rheins damals mit 50 badischen Fuß (15 Metern) angegeben.

### Erste Bergungsversuche
Im März wurde ein Bergungsversuch unternommen. Dazu wurden Ketten auf dem Flussgrund abgelegt, die durch die Zugleistung von je rund 100 Männern auf beiden Uferseiten und mit Hilfe der Strömung unter das Schienenfahrzeug gezogen wurden. Nachdem man auf diese Weise mehrere Ketten verlegt hatte, wurde die Lokomotive mittels zweier Hubschiffe angehoben. Es gelang wiederholt, die Maschine ein beachtliches Stück hochzuheben. Doch rutschte diese immer wieder aus den Ketten und sank, ein Stück dem badischen Ufer genähert, erneut auf den Grund des Flusses. Am neuen Ort lag sie nun nur noch 30 Fuß (9 Meter) tief; dafür war die Strömung an dieser Stelle stärker.
Da es nicht gelang, erneut Ketten unter der Lokomotive zu verlegen, sollten diese von Tauchern befestigt werden. Doch konnten zwei aus England angereiste Taucher wegen der starken Strömung nicht zur Lokomotive hinabsteigen. Schließlich stellte die „Rheinische Assekuranz-Gesellschaft“ die Bergungsversuche ein und zahlte der Maschinenfabrik Kessler Ende Mai 1852 die Versicherungssumme in Höhe von 25.000 Gulden (dies entspricht heute ungefähr 387.000 EUR) aus.
In der Folge geriet die genaue Lage der Maschine in Vergessenheit. Ein 1925 unternommener Versuch eines Unternehmers, die Lokomotive zu lokalisieren und zu heben, um sie auf der Deutschen Verkehrsausstellung in München zu präsentieren, blieb erfolglos.

### Erneute Suche nach der Lokomotive 1992 bis 2018
Seit sich Horst Müller, ein Lokomotivführer aus Cochem, ab den 1960er-Jahren für das Schicksal der Lokomotive interessierte, entstand 1992 in Zusammenarbeit mit dem hessischen Eisenbahnmuseum Darmstadt-Kranichstein ein Forschungsprojekt mit dem Ziel, die Maschine zu lokalisieren und eventuell zu bergen. Die Leitungsgruppe besteht neben Müller aus Uwe Breitmeyer und Volker Jenderny vom Museum sowie dem Geophysiker Bernhard Forkmann von der TU Freiberg.

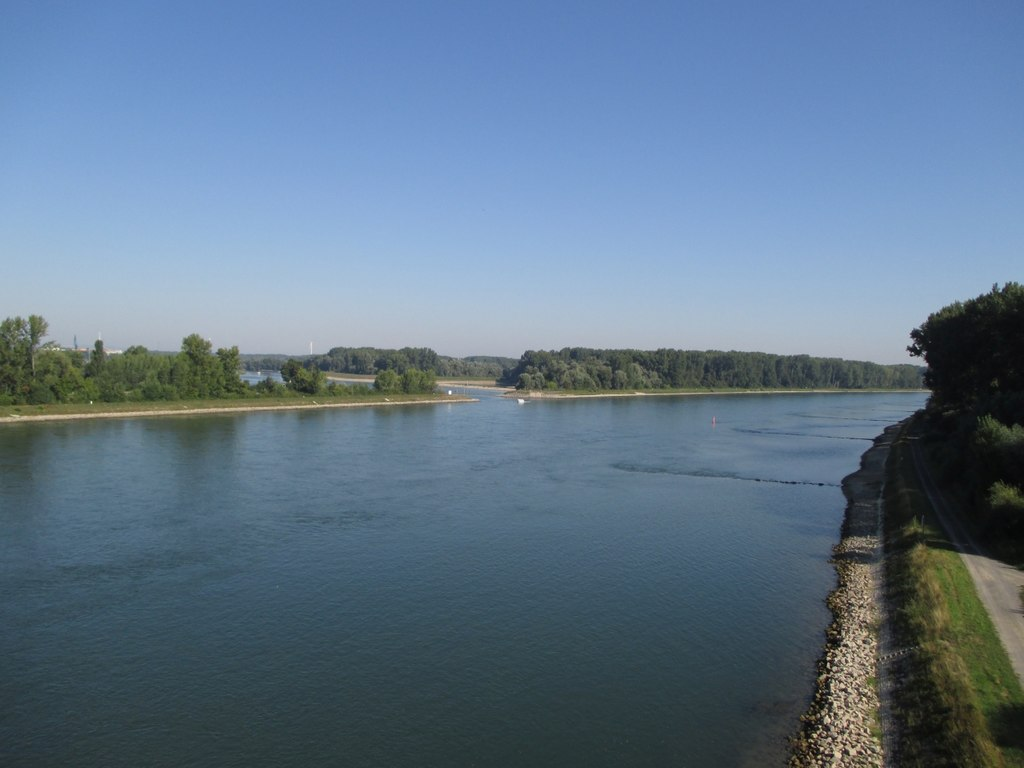
Blick über den Rhein bei Germersheim, die Stelle der Suche im Jahr 2018 liegt am gegenüberliegenden Ufer am rechten Bildrand

Da die Aktenlage dürftig ist und die Quellen teils widersprüchlich waren, dauerte es bis in die 2010er-Jahre, ehe es wiederentdeckte Originalunterlagen und Karten des um 1970 geschlossenen Straßen- und Flussbauamtes Speyer ermöglichten, die Suche nach der Maschine zu intensivieren. Erste Echolot-Messungen wurden im Juni 2015 vorgenommen, ein dabei entdecktes Objekt erwies sich bei einer Nachsuche durch Taucher als eine Ansammlung von Felsbrocken in Ufernähe. Erneute Messungen mit einem Bodenradar fanden im März 2016 statt. Nach Ansicht der Forscher sollte sich die Lokomotive im Bereich einer Buhne etwas nördlich der Zufahrt zum Germersheimer Rheinhafen bei einer Wassertiefe von gut zwei Metern unter einer fünf Meter dicken Kiesschicht befinden. Die Bergung sollte am 21. Oktober 2018 erfolgen.
Das SWR Fernsehen hat der Lokomotive vier aufeinander aufbauende Folgen der Reihe Eisenbahn-Romantik gewidmet.
Nachdem im Herbst 2018 an der bezeichneten Stelle der Kies ausgehoben und die Lok nicht gefunden worden war, wurde die Bergung der Lok am 2. Oktober 2018 für gescheitert erklärt. Bernhard Forkmann setzt seine Recherchen aber fort.
Im Juli 2019 wurde ein rostbedingtes Verschwinden der Lok für möglich gehalten.